# Eleccions al Consell General d'Aran de 1991
Les primeres eleccions per a escollir el novament constituït Consell General d'Aran, format per 13 consellers generals, que elegiren el Síndic d'Aran, se celebraren el 26 de maig de 1991, coincidint amb les eleccions municipals. La participació fou del 74,1%.

## Candidats
A continuació s'enumeren els candidats a la presidència del Consell General d'Aran, segons els resultats obtinguts:
- Coalició Aranesa-Convergència i Unió (Coalició Aranesa-CiU): Maria Pilar Busquets i Medan
- Unitat d'Aran-Partit Nacionalista Aranès (UA-PNA): Emilio Medan Ane

## Resultats
| Eleccions al Consell General d'Aran, 20 de maig de 1991 |                                                             |                     |                 |                    |                     |                          |            |
|                                                         |                                                             |                     |                 |                    |                     |                          |            |
| Llista electoral                                        | Llista electoral                                            | Cap de llista       | Vots            | Vots               | Consellers          | Consellers               | Consellers |
| Llista electoral                                        | Llista electoral                                            | Cap de llista       | Vots (sufragis) | Vots (percentatge) | Consellers (escons) | Consellers (percentatge) |            |
|                                                         | Coalició Aranesa-Convergència i Unió (Coalició Aranesa-CiU) | Pilar Busquets      | 1.947           | 50,94              | 7                   | 53,85                    |            |
|                                                         | Unitat d'Aran-Partit Nacionalista Aranès (UA-PNA)           | Emilio Medan        | 1.478           | 46,15              | 6                   | 30,77                    |            |
|                                                         | Partit Popular (PP)                                         |                     | 203             | 5,31               | 0                   | 0                        |            |
|                                                         | A.E. Independents de Lairissa (IdL)                         |                     | 94              | 2,46               | 0                   | 0                        |            |
| Cens electoral                                          | Cens electoral                                              | Cens electoral      | 5.197           | 100%               |                     |                          |            |
| Participació                                            | Participació                                                | Participació        | 3.851           | 74,10%             |                     |                          |            |
| Vots vàlids                                             | Vots vàlids                                                 | Vots vàlids         | 3.822           | 99,25%             |                     |                          |            |
| Vots a candidatures                                     | Vots a candidatures                                         | Vots a candidatures | 3.722           | 96,65%             |                     |                          |            |
| Vots en blanc                                           | Vots en blanc                                               | Vots en blanc       | 100             | 2,60%              |                     |                          |            |
| Vots nuls                                               | Vots nuls                                                   | Vots nuls           | 29              | 0,75%              |                     |                          |            |
| Abstenció                                               | Abstenció                                                   | Abstenció           | 1.346           | 25,90%             |                     |                          |            |

### Resultats per terçó
| Terçó            |   |   |   | IdL | Total consellers |
| ---------------- | - | - | - | --- | ---------------- |
| Arties e Garòs   | 1 | 1 |   |     | 2                |
| Castièro         | 3 | 1 |   |     | 4                |
| Lairissa         | 1 |   |   | 0   | 1                |
| Marcatosa        | 0 | 1 |   |     | 1                |
| Pujòlo           | 1 | 1 | 0 |     | 2                |
| Quate Lòcs       | 1 | 2 | 0 |     | 3                |
| Total consellers | 7 | 6 | 0 | 0   | 13               |

| Terçó                 |       |       |       | IdL   |
| --------------------- | ----- | ----- | ----- | ----- |
| Arties e Garòs        | 58,78 | 40,20 |       |       |
| Castièro              | 60,39 | 37,32 |       |       |
| Lairissa              | 48,26 |       |       | 46,77 |
| Marcatosa             | 49,55 | 50,00 |       |       |
| Pujòlo                | 42,12 | 38,24 | 11,11 |       |
| Quate Lòcs            | 39,63 | 44,88 | 14,00 |       |
| Total percentatge vot | 50,94 | 38,67 | 5,31  | 2,46  |